# Берлинский монетный двор

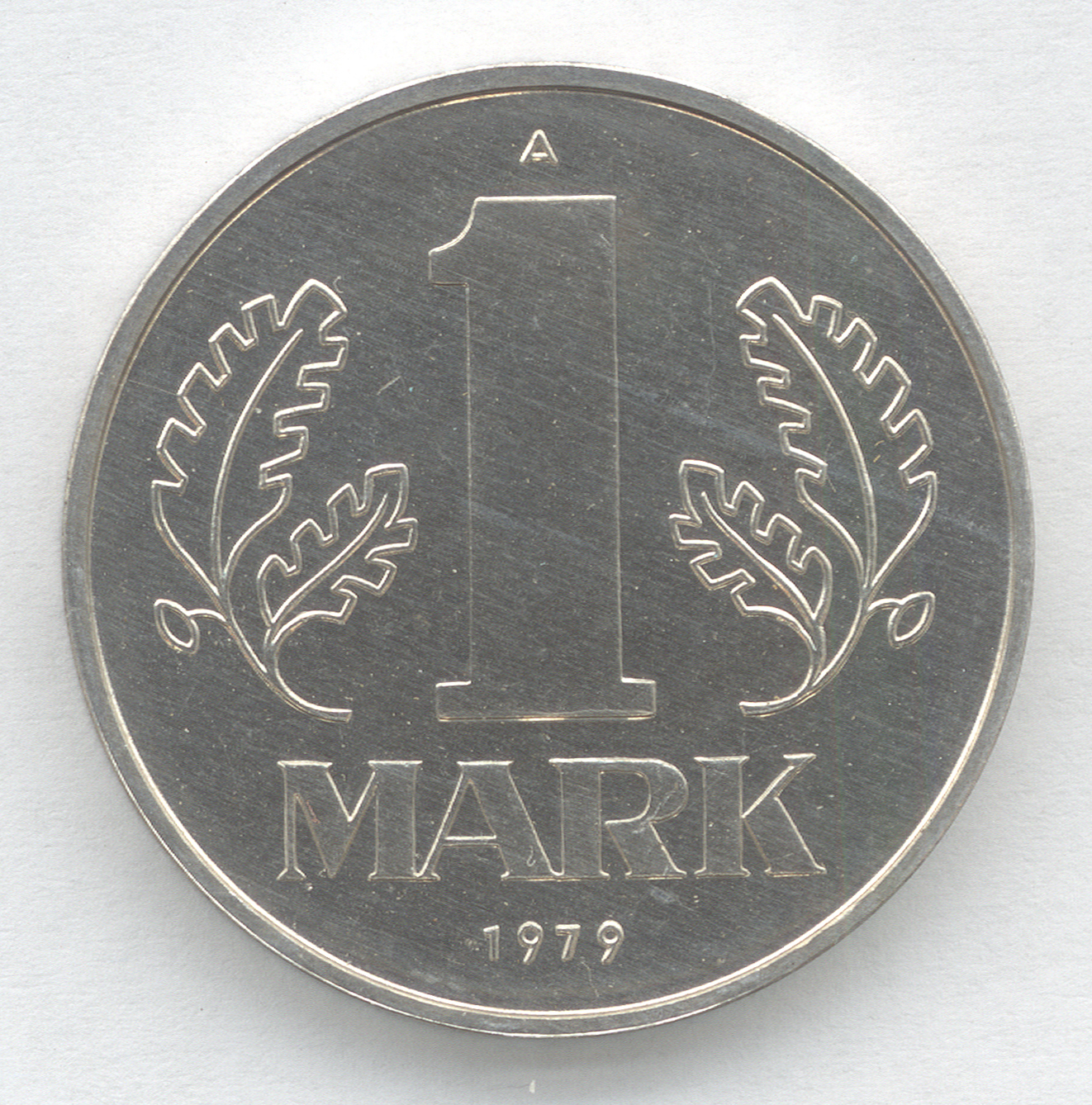
Монета достоинством в 1 марку ГДР, отчеканенная на Берлинском монетном дворе

Берлинский монетный двор (нем. Staatliche Münze Berlin (SMB)) — монетный двор в ФРГ, в настоящее время выполняющий заказ министерства финансов Германии по чеканке евро. С 1750 года на монетах, которые выпускаются на этом монетном дворе, расположен знак монетного двора «A».
Берлинский монетный двор находится в ведении Управления по финансам Берлинского сената. В его задачу входит чеканка курсовых и юбилейных монет для Федеративной Республики Германия, а также медалей и различных жетонов.

## История
Берлинский монетный двор впервые письменно упоминается 4 апреля 1280 года. Тогда монеты здесь чеканились ударами молота, вручную. В 1356 году императорской Золотой буллой маркграфство Бранденбург было повышено до уровня курфюршества, превратив Берлинский монетный двор из «маркграфского» в «курфюрстский». В 1701 году курфюрст Фридрих III принимает титул короля Пруссии и строит новый монетный двор. В 1750 году, при короле Фридрихе II, он был реконструирован и монеты, которые на нём производились, получили чеканный знак «A», сохраняющийся на берлинских монетах по сегодняшний день и являющийся одним из старейших монетных знаков вообще.
В XVIII веке месторасположение монетного двора в Берлине неоднократно менялось, но оно всегда находилось близ реки Шпрее, откуда бралась необходимая для производства вода. В 1802—1885 годах монетный двор располагался в спроектированном архитектором Генрихом Генцем здании на Вердерском рынке, на месте сгоревшей Вердерской ратуши. В 1885 году это здание было снесено. В 1885—1934 годах Берлинский монетный двор был размещён в том же районе, выше по реке Шпрее. В 1934 году и это строение было снесено, на этом месте было возведено здание Рейхсбанка.
С 1820 года в Берлине внедряется усовершенствованная технология изготовления монет: чеканка производится машинными прессовыми агрегатами. В 1871 году монеты получают обозначение «Прусский государственный монетный двор». В 1870-х годах на Берлинском монетном дворе чеканится 55 % от общего количества монет Германской империи. В Берлине также чеканились монеты по заказу других государств. В 1875 году производительность чеканных прессов составляла 60-70 монет в минуту. Таким образом, в сутки в Берлине выпускалось 750 000 монет. В 1935 году начинается строительство предприятия Немецкого Имперского монетного двора (Deutschen Reichsmünze), которое должно было объединить производства всех 6 монетных дворов Германии, однако этому плану помешала Вторая мировая война. После её окончания, в 1947 году, чеканка монеты на Государственном монетном дворе Берлина возобновляется, название «Прусский государственный монетный двор» заменяется наименованием «Монетный двор Берлина». Уже в декабре 1947 году здесь начинает чеканиться крайне редкая мелкая монета (из цинка).
После денежной реформы 1948 года в Восточной Германии на Берлинском монетном дворе чеканятся новые монеты из алюминия. После образования ГДР, с 1952 года, здесь выпускаются монеты этого немецкого государства. В 1980 году, к 700-летию Берлинского монетного двора, в качестве юбилейной монеты чеканится легендарный «неразменный пфенниг» — по образцу серебряного пфеннига 1369 года. Последние монеты ГДР чеканились здесь в 1990 году. В мае того же года бывшее берлинское Народное предприятие монетный двор ГДР (VEB Münze der DDR) получает заказ от министерства финансов ФРГ на производство монет в немецких марках, и 16 июня 1990 года здесь начинается чеканка 1-марковых монет ФРГ. Народное предприятие монетный двор ГДР (VEB Münze der DDR) было преобразовано в Государственный монетный двор Берлина (Staatliche Münze Berlin). На федеральном уровне доля берлинского предприятия составляет 20 % от общего количества выпускавшихся монет.
В настоящее время (с 2005 года) Берлинский монетный двор находится в городском районе
Райниккендорф. В 2009 году здесь было выпущено 361,4 миллиона монет.